# Megalytta
Megalytta là một chi bọ cánh cứng trong họ Meloidae.
Chi này được miêu tả khoa học năm 1960 bởi Selander.

## Các loài
Chi này gồm các loài:
- Megalytta inflaticeps (Beauregard, 1889)